# Dendrophryniscus skuki
Dendrophryniscus skuki es una especie de anfibio anuro de la familia Bufonidae.

## Distribución geográfica
Esta especie es endémica del estado de Bahía en Brasil. Se encuentra en Itacaré a 13 metros (?) sobre el nivel del mar.

## Descripción
El macho mide 26 mm.

## Etimología
Esta especie lleva el nombre en honor a Gabriel Omar Skuk Sugliano.

## Taxonomía
Esta especie ha sido descrita en el género Rhinella por Ulisses Caramaschi, en base a su proximidad a Rhinella boulengeri Chaparro, Pramuk, Gluesenkamp & Frost, 2007. Esta especie es transferida al género Dendrophryniscus por Fouquet et al. como Dendrophryniscus proboscideus (Boulenger, 1882). Caramaschi ha trasladado esta especie a Dendrophryniscus.

## Publicación original
- Caramaschi, 2012: A new species of beaked toad, Rhinella (Anura: Bufonidae), from the State of Bahia, Brazil. Zoologia, vol. 29, p. 343–348[2]